# Marsha P. Johnson
Marsha P. Johnson (Elizabeth, Nueva Jersey, 24 de agosto de 1945 – Nueva York,  6 de julio de 1992), fue una activista popular en el ambiente queer y artístico de Nueva York entre las décadas de 1960 a 1990, activista del Movimiento de liberación LGBT. 
Participó en los disturbios de Stonewall, y más adelante, en la lucha contra el SIDA a través de la ACT UP.

## Acción social
Marsha P. Johnson ha sido considerada como una de las activistas más importantes en los enfrentamientos con la policía durante los disturbios de Stonewall. A principios de la década de 1970, Johnson y su amiga Sylvia Rivera cofundaron la organización Street Transvestite Action Revolutionaries (STAR; Revolucionarias activistas travestidas callejeras); juntas participaron en las marchas a favor de la liberación gay y en acciones políticas radicales. En la década de 1980, Johnson continuó su activismo de la calle como organizadora respetada y marshall de ACT UP. Junto con Rivera, Johnson era «madre» de la Casa STAR, repartiendo ropa y comida para ayudar a drag queens, mujeres trans y jóvenes que vivían en los muelles de la calle Christopher o en su casa, en el Lower East Side de Nueva York.
En una ocasión, delante de un tribunal, el juez preguntó a Marsha, «¿Qué significa la 'P' del nombre?»; Johnson contestó su respuesta habitual «Pay it No Mind» («No le hagas caso»). Esta frase se convertiría en su distintivo. 
En 1974 Marsha P. Johnson fue fotografiada por Andy Warhol, como parte de una serie de polaroids titulada «señoras y caballeros», que se centraba en drag queens. Johnson también era miembro de la troupe de drag queens de Warhol, Hot Peaches, que ha sido comparada con otra similar de San Francisco, The Cockettes.
Una entrevista con Marsha P. Johnson realizada por el activista gay Allen Young puede ser leída en el libro Out of the Closets: Voices of Gay Liberation, publicado en 1972 y disponible en una nueva edición de la New York University Press.

## Muerte
En julio de 1992, el cuerpo de Johnson fue encontrado flotando en el río Hudson, no lejos del muelle del West Village, poco después de la Marcha del Orgullo. La policía consideró la muerte un suicidio. Los amigos y seguidores de Johnson dijeron que no tenía tendencias suicidas y una campaña de pósteres más tarde afirmaba que Johnson había sido acosada el día de su muerte cerca de donde se encontró su cuerpo. Las demandas para  conseguir que la policía investigase la causa de la muerte fueron infructuosas. Después de una fuerte campaña dirigida por la activista Mariah López,  el departamento de policía de la Nueva York reabrió el caso en noviembre de 2012 como un posible homicidio.
En 2016, Victoria Cruz del Anti-Violence Project de Nueva York (en español: proyecto antiviolencia), también trató de reabrir el caso de Johnson y logró obtener acceso a documentos y declaraciones inéditas de testigos. Buscó nuevas entrevistas con testigos, amigos, otros activistas y oficiales que habían trabajado en el caso o habían estado en la Policía en el momento del probable asesinato de Johnson. Parte de su trabajo para encontrar justicia por Johnson fue filmado por David France para el documental de 2017 La muerte y vida de Marsha P. Johnson, el cual ha sido distribuido en español por la plataforma Netflix.

## Tributos

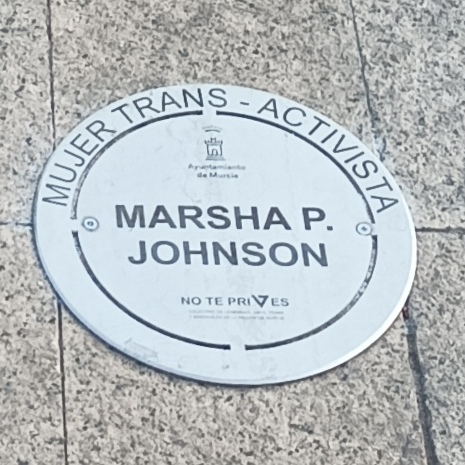
Placa conmemorativa en la Plaza de la Diversidad de la Ciudad de Murcia

Sólo dos días antes de su muerte, Johnson fue entrevistada extensamente sobre su vida. La entrevista forma el núcleo del documental de 2012, Pay it No Mind: The Life and Times of Marsha P. Johnson, dirigido por Michael Kasino y Richard Morrison. Para el documental también fueron entrevistados muchos de los amigos y amigas más cercanos de Johnson. Johnson es honrada por ellos como una «santa», como una persona profundamente espiritual, que atendía todas las iglesias y templos, que regalaba lo poco que tenía para ayudar a aquellos que se encontraban en las calles y que hacía ofrendas, influenciadas por la Santería, a los espíritus de las aguas que rodean y recorren a través de Nueva York. Es honrada como una drag queen, una activista veterana y superviviente.
La banda de pop barroco de Nueva York, Antony and the Johnsons, fue nombrada en honor a Johnson, y su álbum epónimo de 1998 contiene una canción, «River of Sorrow», inspirada en Johnson y su muerte. La canción es parte de la banda sonora del documental. En la portada del álbum de 2023, "My back was a bridge for you to cross" se presenta una foto de Johnson. Asimismo se le menciona a lo largo del álbum.
Un personaje basado en Johnson aparece en la película Stonewall, una obra inspirada en los disturbios de Stonewall. El papel de Johnson lo realiza Otoja Abit.
Una fuente memorial se halla justo en el lugar del río Hudson donde se recogió su cadáver.[cita requerida]

## Género
Como muchas drag queens, street queens, hombres homosexuales y radical faeries, los amigos de Johnson utilizaban el  femenino, para referirse a Johnson, pero no le incomodaba que se refirieran a ella en masculino, especialmente si eran camaradas o amigos. En general, Johnson mostraba siempre la misma personalidad, independientemente de cómo estuviese vestida, aunque en ocasiones Johnson también afirmara su identidad masculina, como Malcolm / Marshall / Mikey, y en esos momentos se sintiese ofendido si se lo llamaba «Marsha» o se usaban pronombres femeninos. Johnson nunca se identificó con el término transgénero y se refería a sí mismo como gay, travesti o drag queen.

Marsha rose above being a man or a woman, rose above being black or white, rose above being straight or gay.
Marsha se elevó por encima de ser un hombre o una mujer, se elevó por encima de ser negro o blanco, se elevó por encima de ser hetero u homosexual.
Randy Wicker, periodista, amigo personal de Johnson y compañero de piso